# بدرالدین خورشیدی
بدرالدین بن شجاع الدین خورشید فرزند شجاع الدین خورشید موسس سلسله اتابکان لر کوچک و ولیعهد وی بود. او فرمانده ارتش اتابکان و پدر حسام الدین خلیل و بدرالدین مسعود، پنجمین و ششمین اتابک لر کوچک نیز می‌باشد.

## جنگ با ترکان بیات
در سال‌های واپسین حکمرانی شجاع الدین خورشید، ترکان بیات که در غرب ایران بودند به قلمرو شجاع الدین خورشید حمله کردند. شجاع الدین فرزندش بدرالدین و برادرزاده‌اش سیف الدین رستم را برای سرکوب متجاوزین اعزام کرد. سرانجام در نبردی که در نزدیکی بروجرد انجام شد، سپاهیان شجاع الدین خورشید پیروز شدند و حکمران ترکان بیات به دست بدرالدین اسیر شد.

## ولیعهدی بدرالدین
شجاع الدین خورشید دو فرزند به نام‌های حیدر و بدرالدین داشت. حیدر در ابتدای حکومت شجاع الدین در جنگ با طوایف لر مخالف شجاع الدین کشته شد. پس از پیروزی بدرالدین مقابل ترکان بیات شجاع الدین خورشید او را به عنوان ولیعهد خود برگزید.

## توطئه مرگ بدرالدین
پس از انتخاب بدرالدین به عنوان ولیعهد، سیف الدین رستم به این انتخاب حسادت ورزید. او با توطئه نزد شجاع الدین خورشید به گونه‌ای وانمود کرد که بدرالدین از درازای عمر پدر خود خسته شده و قصد دارد او را به قتل برساند تا هر چه سریع‌تر به حکومت برسد. شجاع الدین خورشید هم که تحت تاثیر حرف‌های برادرزاده‌اش قرار گرفته بود به او دستور داد تا پنهانی بدرالدین را به قتل برسانند. پس از گذشت مدتی شجاع الدین به بی گناهی فرزندش بدرالدین پی برد و تا آخر عمر دچار غم و اندوه فراوان شد.